# Lapphyttan
Lapphyttan, ou parfois Lapphyttejarn, est un lieu-dit de la paroisse Karbenning (sv), dans la municipalité de Norberg, en Suède, connu pour être un ancien site de production de fer. Des fouilles réalisées dans les années 1970 et 1980 y ont exhumé les restes d'un des plus vieux hauts fourneaux européens, daté entre 1150 à 1350.
De nos jours, le musée médiéval de Bergslagen (sv) y met en scène un haut fourneau médiéval, le Nya Lapphyttan (le « nouveau Lapphyttan »). Cette reconstitution est associée au hameau de montage Olsbenning, au sein de l'écomusée de Bergslagen.

## Hameau Olsbenning
Le vieux hameau de montagne Olsbenning se situe à environ 1,7 km au sud de Lapphyttan. Le toponyme est documenté depuis 1539, et un refuge est signalé sur le site. Mais cette agglomération est bien plus ancienne puisque les vestiges de trois fonderies, probablement médiévales, ont été trouvés dans le village.
Au début du XVIIe siècle, deux martinets y sont opérationnels. La proximité d'une rivière permet en effet l'accès à l'énergie hydraulique, et les montagnards y établissent leurs fermes. Six domaines de montagne remontent à 1722, certains étant plus anciens encore. Différents hauts fourneaux y sont aussi exploités, le dernier étant reconstruit en 1832 et éteint en 1876. Le site comprend également une scierie qui fonctionne jusque dans les années 1930.
Un fort intérêt local pour cette histoire ancienne a permis de constituer en 1998 un écomusée autour du Bergsmansbyn Olsbenning (le « hameau de montagne Olsbenning »). Depuis 2000, cet écomusée a été regroupé avec le Nya Lapphyttan.
Olsbenning est une exploitation de montagne typique, avec des fermes consistant en de grandes maisons à colombages, parfois flanquées de petites annexes. Ces fermes se répartissent autour des champs et des prairies.

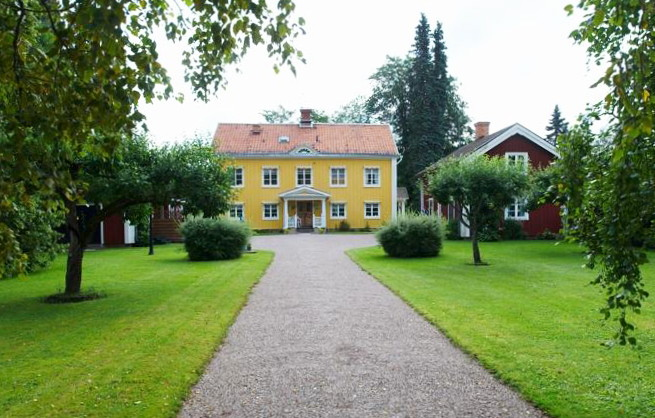
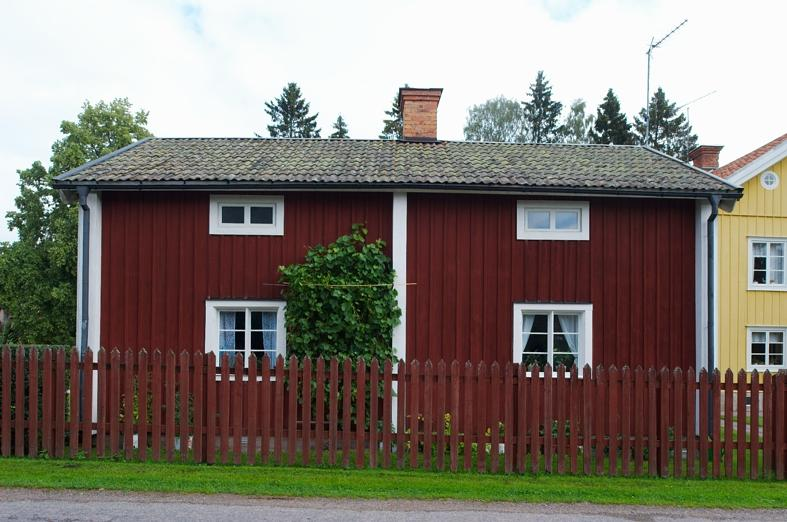
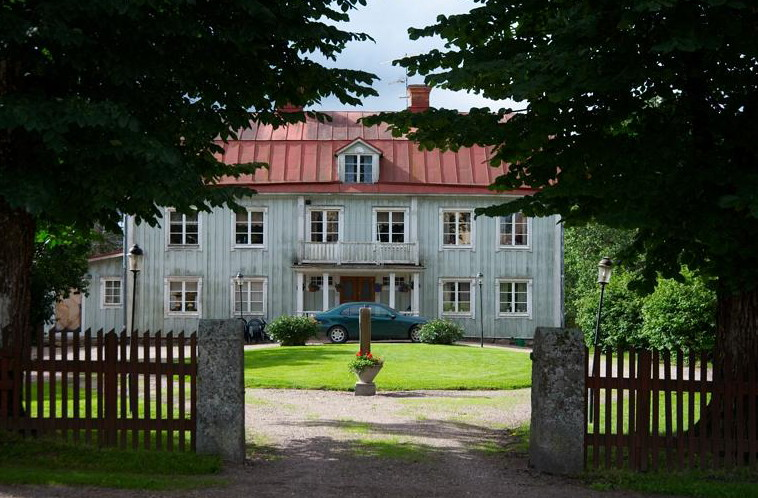
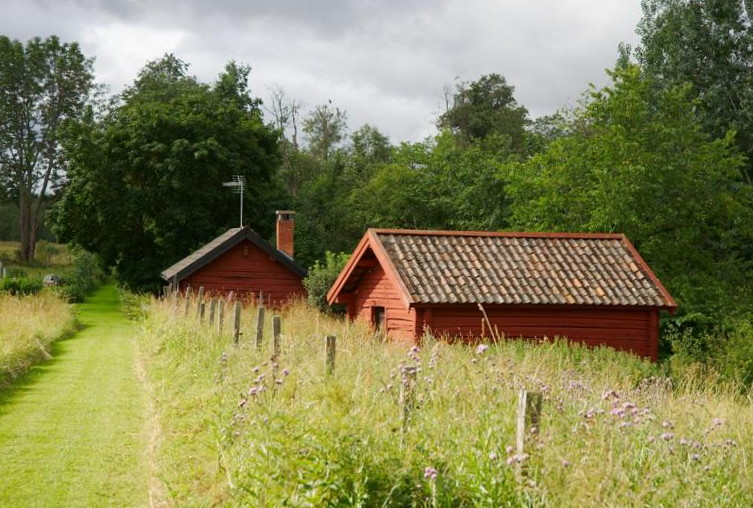

## Lapphyttan
La présence de huit propriétaires se partageant l'atelier d'affinage de Lapphyttan suggère que ceux-ci se sont conformés à la charte de 1354 du roi Magnus IV de Suède, qui réglemente la production d'acier. Celle-ci autorise un maximum de huit copropriétaires, et si l'un d'eux en détenait moins d'un huitième, sa part appartenait au roi. La production y est donc collective, mais la vente et l'affinage y intègrent des intérêts privés.
Des fouilles menées entre 1978 et 1983 ont mis évidence l'existence d'un complexe métallurgique complet. Celui-ci comporte notamment un haut fourneau, des bâtiments pour le stockage du charbon de bois et du minerai de fer, des fosses pour le grillage du minerai, une habitation dotée d'une écurie et huit fourneaux d'affinage. Les soufflets du haut fourneau sont entrainés par une roue à aubes. Des vestiges de fossés, de tas de laitier y sont également identifiés. Une datation par le carbone 14 amènent à situer l'utilisation de certaines parties vers la fin des années 1100, et le reste du complexe de 1200 et 1300, ce qui en fait alors le plus ancien haut fourneau européen connu.
Les fouilles ont permis de découvrir plusieurs boules de fonte brute (grise ou blanche) de 1 à 2 cm de diamètre, présentes autant à proximité des hauts fourneaux que des fours d'affinage. Un filet de fonte solidifiée sortant d'un haut fourneau a été également découvert. Près de 70 blocs de fer affiné, contenant un peu de phosphore et pesant 200 à 300 g chacun, ont également été trouvés. Ils ont été identifiés comme du fer osmond, qui était alors exporté dans toute l'Europe au poids réglementé de 300 à 350 g.
Le site de Lapphyttan a été distingué par le prix « Patrimoine industriel de 2013 », afin de reconnaître l'importance historique des découvertes faites au moment des fouilles, ainsi que les expériences et reconstitutions réalisées afin de mieux comprendre la production médiévale de fer à grande échelle. Ce prix distingue à la fois le site historique de Lapphyttan, et la reconstitution moderne de Nya Lapphyttan.

Schéma des vestiges du haut fourneau de Lapphyttan, opérationnel entre 1150 et 1350.
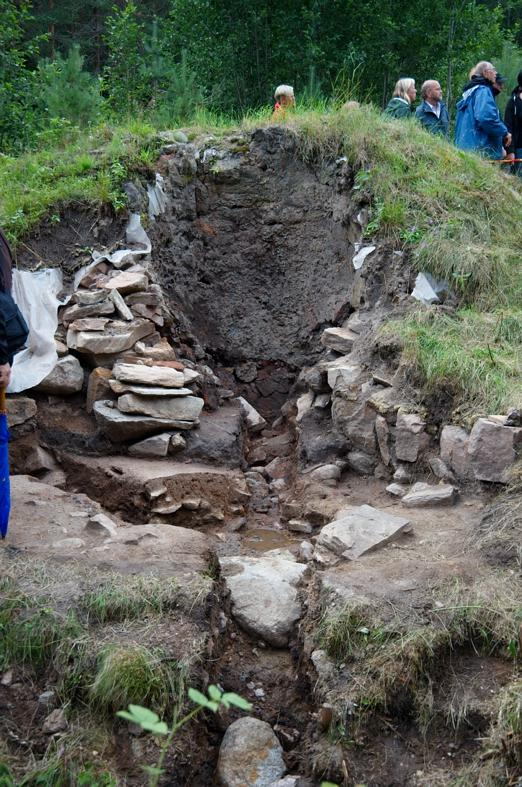
Vestiges du haut fourneau en 2009.
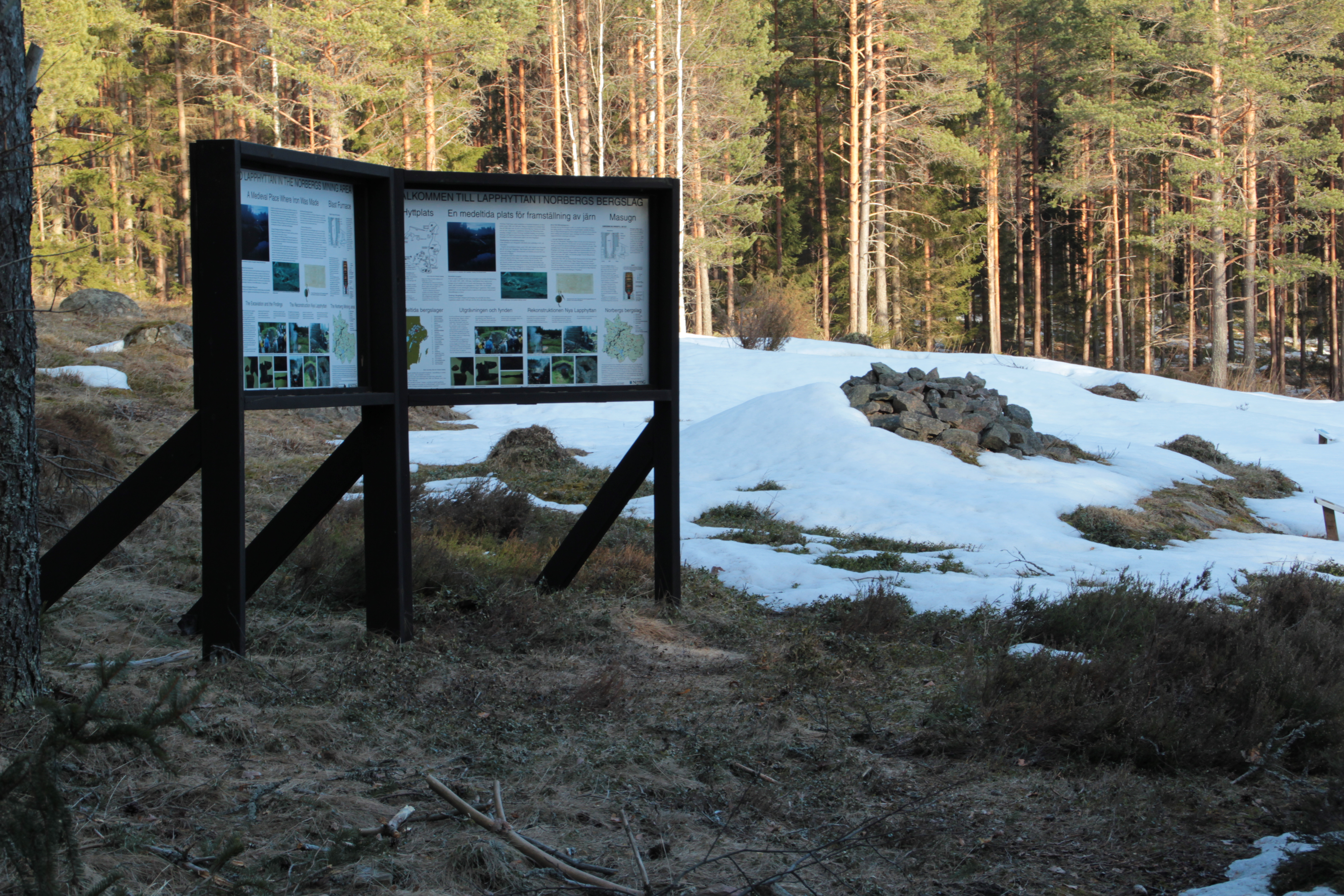
Panneau explicatif du site en 2013
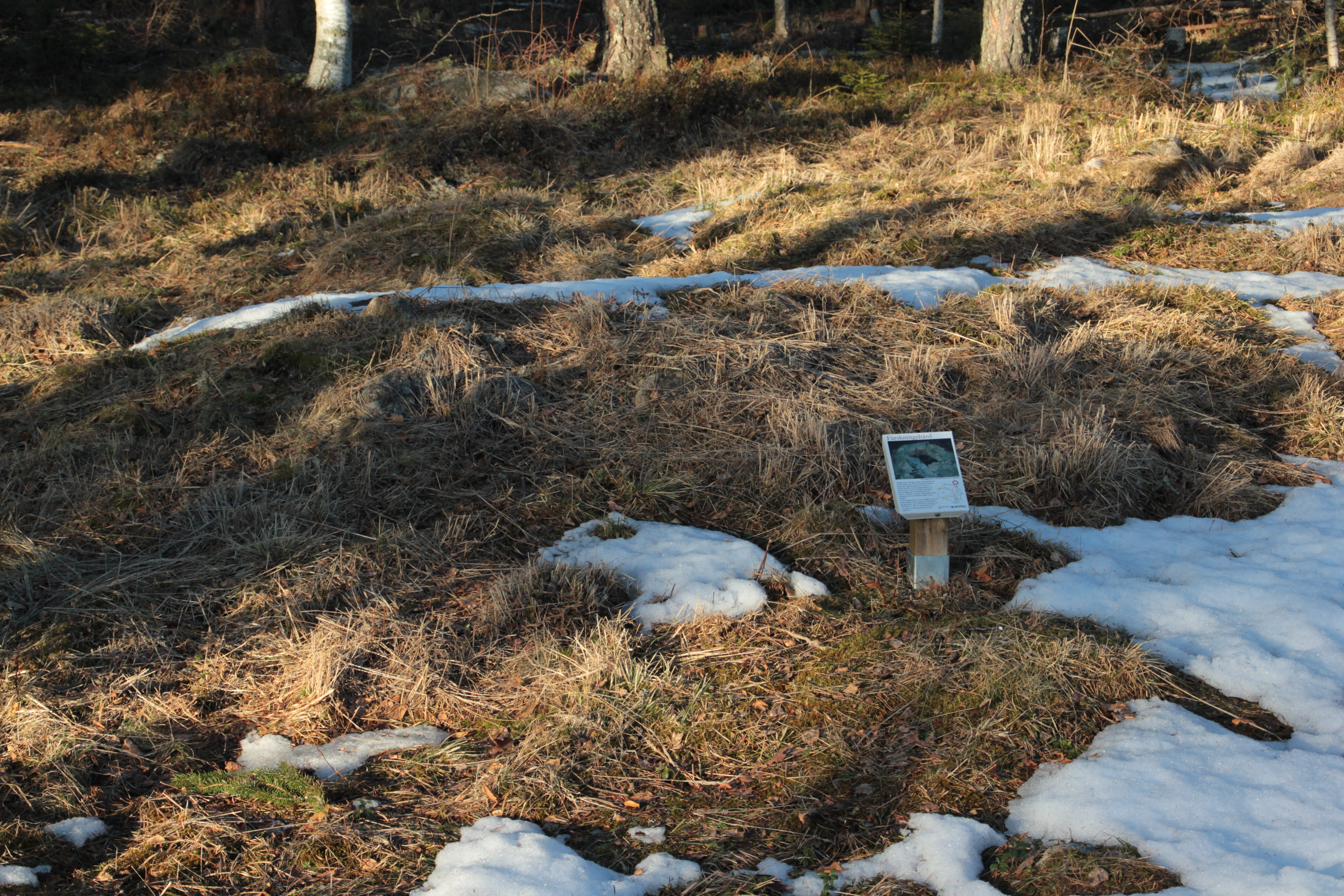
Vestiges d'un foyer d'affinage en 2013.

## Nya Lapphyttan
Le Nya Lapphyttan (le « nouveau Lapphyttan ») est une reconstitution du haut fourneau médiéval de Lapphyttan. Elle date des années 1990, la première mise à feu ayant été faite en 1994, suivie de nouvelles tentatives en 1996, 1998 et 2002. Ces essais n'ont pas abouti à des résultats probants, l'un n'ayant donné qu'une loupe chargée d'inclusions avec quelques coulées occasionnelles de laitier en fusion.
Le Nya Lapphyttan correspond à l'ensemble du complexe métallurgique, avec les fours, les forges, les zones de stockage et les bâtiments d'habitation, tel que le site de Lapphyttan était constitué au Moyen Âge. Un laboratoire est installé dans le magasin de stockage. Les campagnes d’essai se succèdent depuis plusieurs années, généralement en été, et durent une à deux semaines. Le travail est supervisé par l'association Järnet på Lapphyttan. Pendant la campagne d'automne 2012, il a été possible d'extraire de la fonte en fusion du haut fourneau. Tous ces essais ont été suivis par le Jernkontorets berghistoriska kommitté (le « Comité de l'histoire des montagnes du Jernkontoret (de) ») et font l'objet de publications, à l'instar d'autres recherches sur l'histoire de la métallurgie suédoise.
Le site est resté très actif. Si aucun essai n'est fait en 2014 à cause des risques de feux de forêt, la campagne de 2015 donne un record de production, avec environ 30 kg produits le dernier jour. En 2016, une nouvelle roue à aubes est montée. Remplaçant la roue d'origine arrivée en fin de vie, elle est construite suivant une description d'Emanuel Swedenborg faite au XVIIIe siècle.

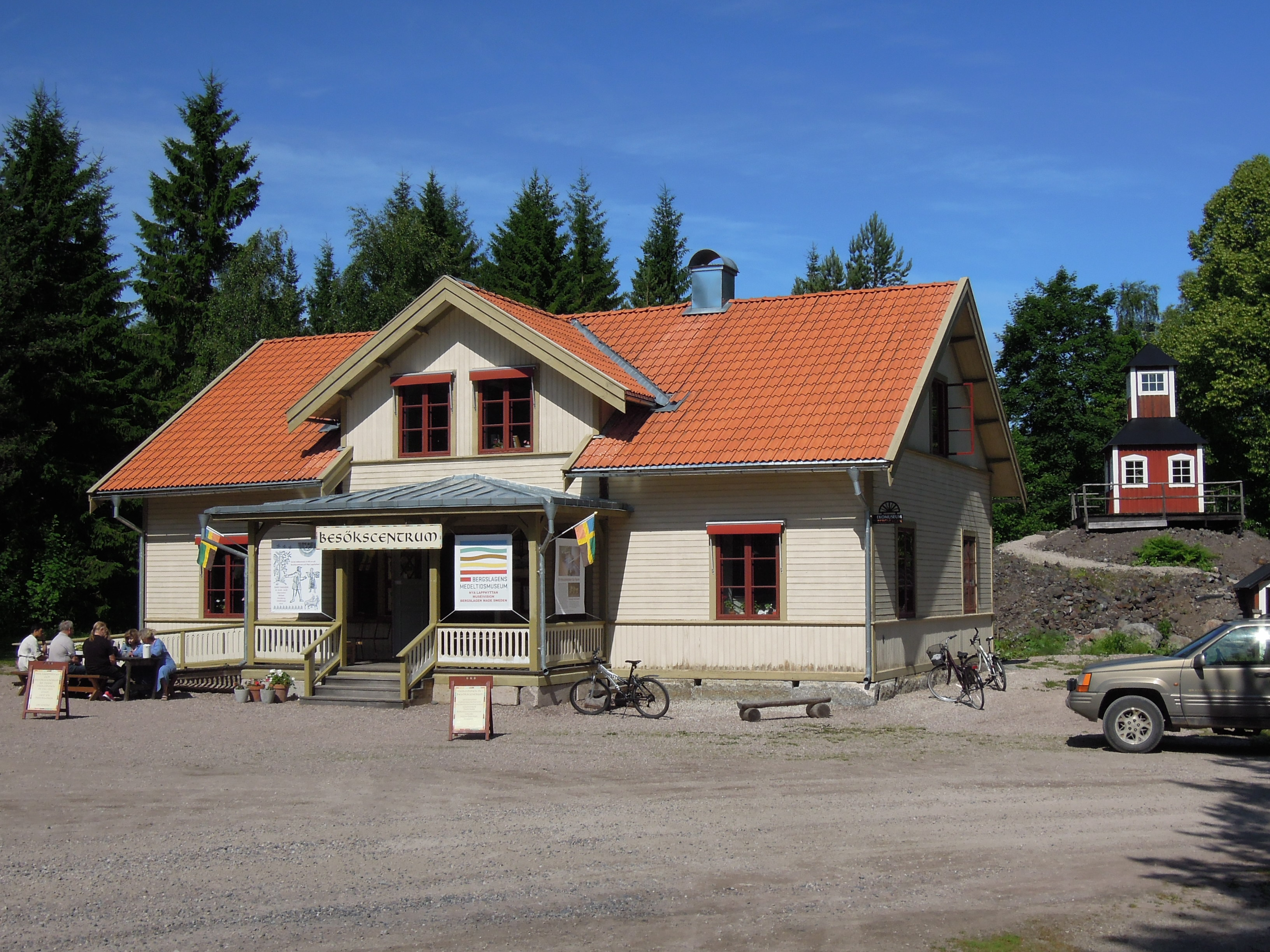
Centre d'accueil des visiteurs.
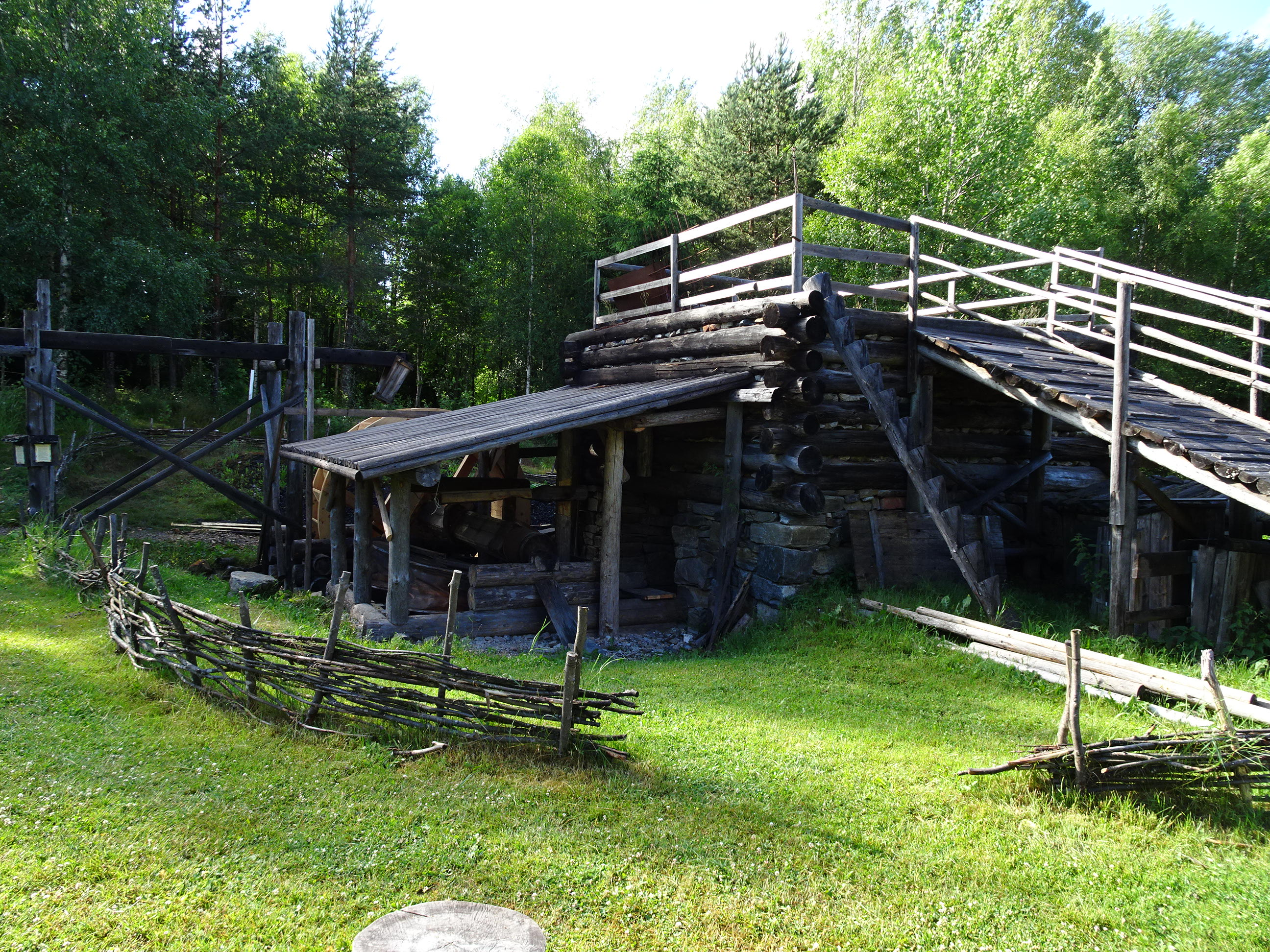
Le haut fourneau de Nya Lapphyttan.
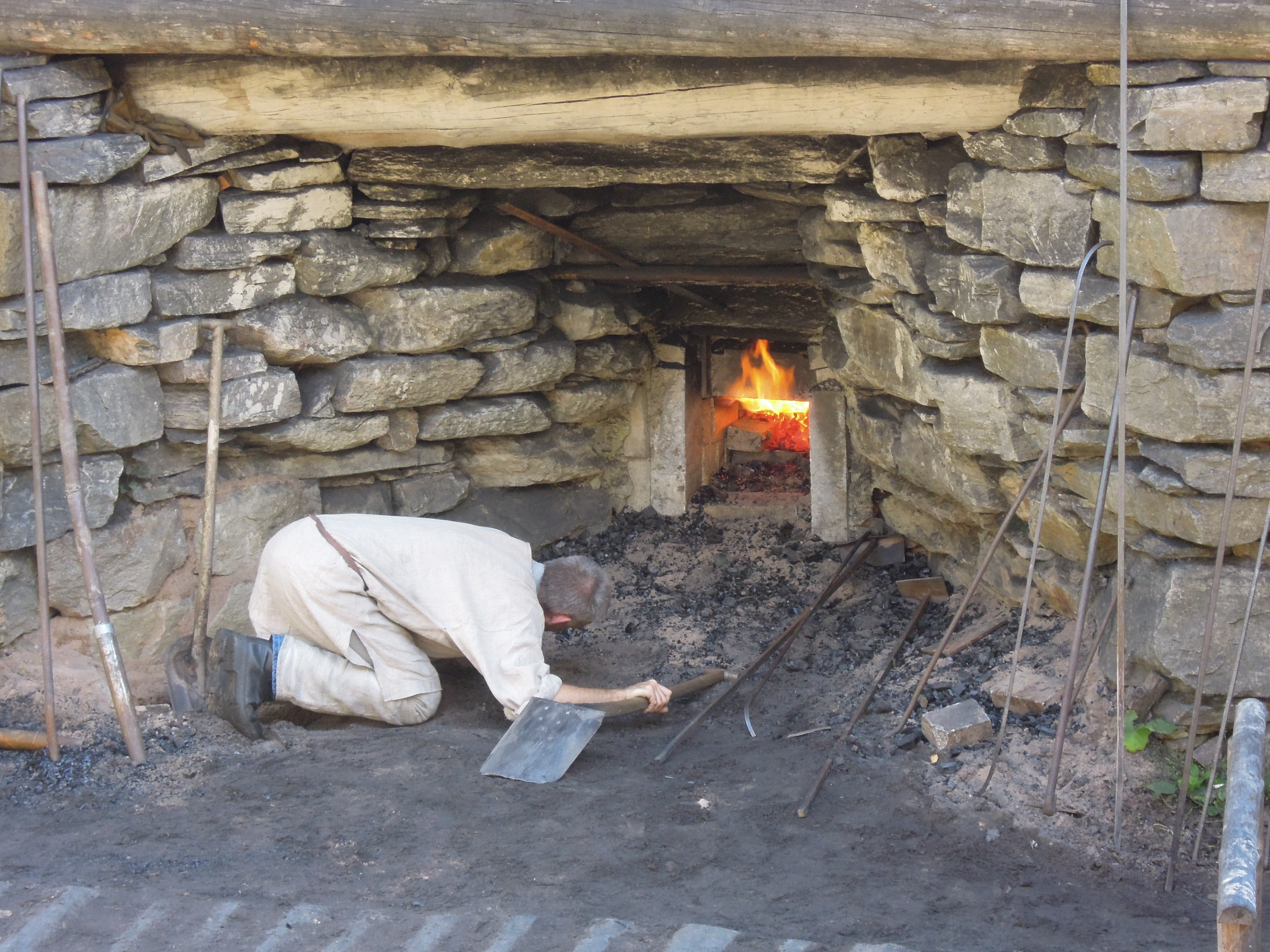
Une vue du creuset du haut fourneau en 2012, avant la coulée de la fonte.
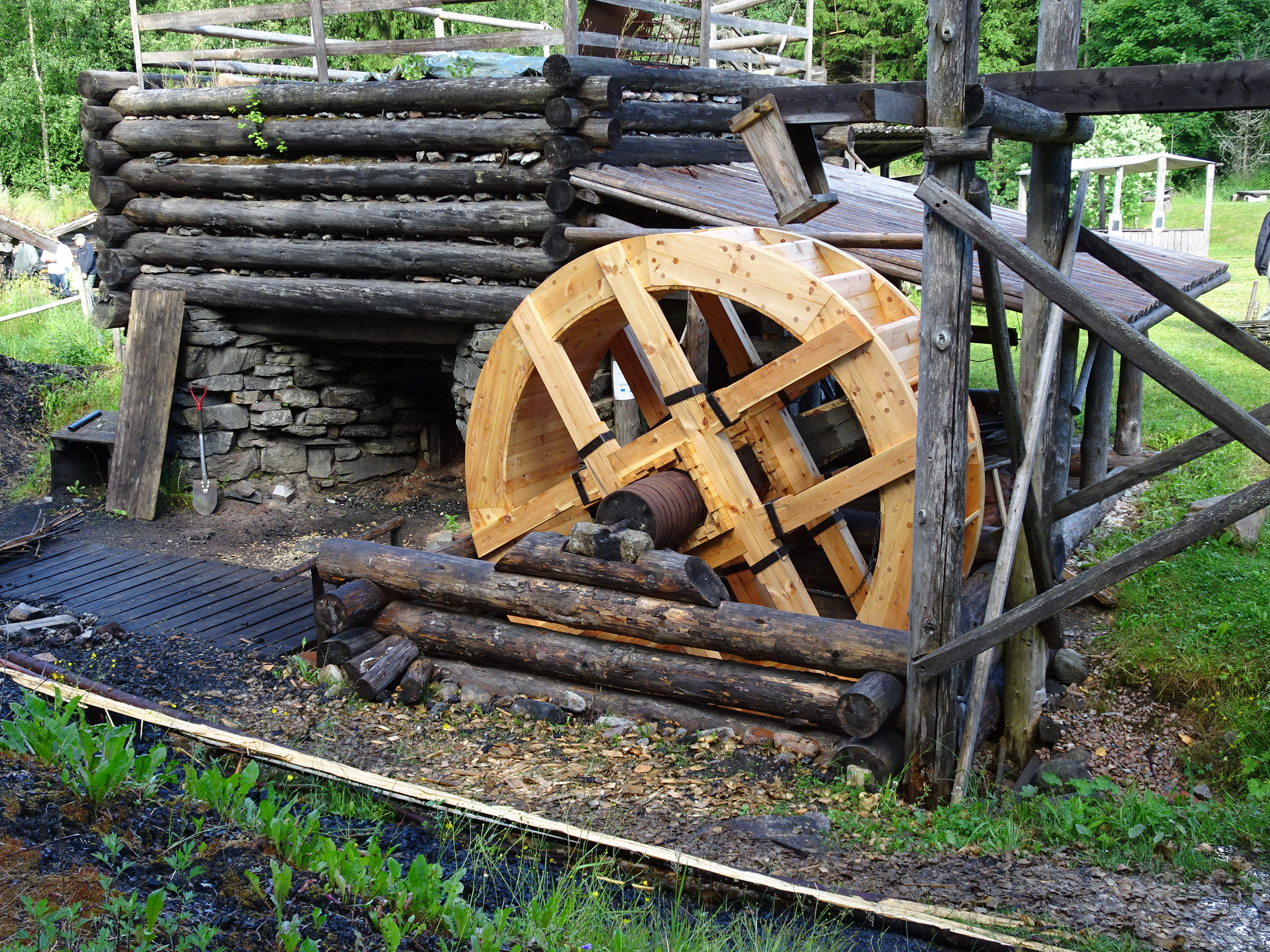
La nouvelle roue à aubes montées en juillet 2016.